# Comunicación con luz visible
La comunicación con luz visible (conocida como VLC, acrónimo en inglés de "visible light communication") es un medio transmisor de datos que utiliza la luz entre 400 y 800 THz (780-375 nm). VLC es un subconjunto de tecnologías de comunicaciones ópticas inalámbricas.
Esta tecnología utiliza lámparas fluorescentes (lámparas normales, no necesita dispositivos especiales) para transmitir señales a una velocidad de 10 kbit/s, o LEDs que puede alcanzar velocidades de hasta 500 Mbit/s. RONJA consigue alcanzar una velocidad de Ethernet completa (10 Mbit/s) sobre la misma distancia gracias a una óptica de mayor tamaño y LED más potentes.
Existen dispositivos diseñados para recibir señales de fuentes de luz mediante un fotodiodo que lleva incorporado, como por ejemplo la cámara de fotos de un teléfono móvil o simplemente una cámara digital, sería suficiente. El sensor de imagen que se usa en estos dispositivos, es de hecho, una matriz de fotodiodos (píxeles) y algunas aplicaciones bastaría utilizar un solo fotodiodo. Tal sensor puede proporcionan comunicación multicanal (de hasta 1 píxel = 1 canal) o una percepción espacial de múltiples fuentes de luz.
La VLC puede ser utilizada como un medio transmisor de computación ubicua, dado que los dispositivos que producen luz (lámparas de interior/exterior, televisores, señales de tráfico, luminosos comerciales, faros de vehículos) utilizados en todas partes, pueden aprovecharse. El hacer uso de la luz visible es también menos peligrosa para aplicaciones que utilizan una gran potencia, ya que, los seres humanos pueden percibir y protegerse del daño que pueda ocasionarles.

## Otras lecturas
- David G. Aviv (2006): Laser Space Communications, ARTECH HOUSE. ISBN 1-59693-028-4.